# Agner Krarup Erlang
Agner Krarup Erlang (Lønborg, 1º gennaio 1878 – Copenaghen, 3 febbraio 1929) è stato un matematico e statistico danese, noto per i suoi studi sulla teoria delle code.
Definì la variabile casuale Erlanghiana, molto usata nell'ambito della teoria del traffico telefonico per dimensionare correttamente gli apparati (ad esempio, per calcolare il numero di linee e di operatori necessari a un call center). Su proposta di David George Kendall, l'unità di misura del traffico telefonico porta il suo nome.

## Biografia
Agner Krarup Erlang visse l'infanzia in una situazione economicamente disagiata a Lønborg e venne istruito da suo padre, un insegnante. Nel 1892, a soli 14 anni, supera gli esami primari (dopo aver ottenuto un'autorizzazione speciale per via della sua giovane età). Nei due anni successivi insegna nella scuola di suo padre. Nel 1896 supera con eccellenza gli esami di ammissione all'Università di Copenaghen e comincia gli studi della matematica e delle scienze naturali, grazie a una borsa di studio. 
Si interessa inizialmente ai problemi di geometria; dopo la laurea nel 1901 affronta la teoria della probabilità e, nello stesso periodo, incontra l'ingegnere capo della compagnia telefonica di Copenaghen, matematico dilettante, che lo convince ad applicare le sue doti alla soluzione del problema delle attese nelle chiamate telefoniche.
Nel 1908 viene assunto dalla compagnia telefonica di Copenaghen, e nel 1909 pubblica il suo lavoro  The theory of probability and telephone conversations, il primo studio dettagliato sul traffico telefonico, nel quale dimostra che, sotto determinate condizioni, le chiamate telefoniche seguono la distribuzione di probabilità di Poisson. Nel 1917 pubblica Solution of some problems in the theory of probability of significance in automatic telephone exchanges, nel quale introduce la variabile casuale Erlanghiana e fornisce le due formule (B, per la perdita di chiamate, e C, per il tempo di attesa) che sarebbero state presto adottate dalla compagnie telefoniche di tutto il mondo.
In suo onore, e su proposta di David George Kendall, l'International Consultative Committee on Telephones and Telegraphs (CCITT, predecessore della odierna ITU) battezzò con il nome Erlang l'unità di misura di base per il traffico in un sistema di comunicazioni. Negli anni 80 Ericsson sviluppò un linguaggio di programmazione nato per gestire gli apparati di rete, questo linguaggio venne chiamato Erlang in onore del matematico.